# アリスタルフ・ベロポルスキ
アリスタルフ・アポロノヴィチ・ベロポルスキ（Aristarkh Apollonovich Belopolsky、Аристарх Аполлонович Белопольский、1854年7月13日 – 1934年5月16日）は、ロシアの天文学者。
モスクワで生まれ、1876年モスクワ大学を卒業した。1878年にフョードル・ブレディヒンの助手となり、1888年、プルコヴォ天文台のスタッフに加わった。
分光天文学の研究を行い、多くの分光連星を発見した。カストルBが2.92日の周期分光連星であることを発見した。
精密な観測機器の開発を行い、1900年にはスペクトルのドップラーシフトの測定装置を製作した。スペクトルのドップラーシフトを利用して、遠方の天体の回転周期を求める方法を開発した。自転周期が緯度によって異なることを発見し、土星の環が一体で回転していないことを発見し、環は微小な天体の集合であることを証明した。当時の技術では測定が不可能であった金星の自転速度の計測を2度試み、1900年に24時間、1935年に35時間という値を求めた（金星の自転周期は117日で大気の上層部の風が4日で金星を一周している）。
1916年にオスカル・バックルンドの死後、プルコヴォ天文台の所長の職を継いだが、管理的な仕事を好まなかったため2年で職を辞した。
月のクレーターと小惑星(1004)ベロポルスキアに命名されている。